# Тотемский уезд
Тотемский уезд — административная единица в составе Архангелогородской губернии, Вологодского наместничества и Вологодской губернии, существовавшая до 1929 года. Центр — город Тотьма.

## Административное деление
Волости и волостные центры на 1893 год:
I стан
- Биряковская волость — Биряково
- Большедворская волость — Большое
- Великовская волость — Великово
- Вожбальская волость — Вожбальский погост
- Кожуховская волость — Кожуховица
- Куракинская волость — Куракино
- Мосеевская волость — Мосеево
- Никольская волость — Никольский погост
- Погореловская волость — Погорелово
- Трофимовская волость — Трофимово
- Устьпеченгская волость — Устьпеченгское
- Чучковская волость — Чучково
- Шуйская волость — Шуйское

II стан
- Бережнослободская волость — Брусенецко-Христорождественский погост
- Калининская волость — Калининская
- Леденская волость — Леденгское
- Миньковская волость — Миньково
- Пятовская волость — Пятовская
- Спасская волость — Вашевская
- Фетиньинская волость — Фетиньино
- Харинская волость — Харино
- Шевденицкая волость — Игумновская
- Юркинская волость — Петухово

В 1913 году в уезде было 22 волости: Бережнослободская, Биряковская, Большедворская (центр — с. Большое), Заборовская (центр — д. Игнатовка), Калининская, Кожуховская, Куракинская, Леденская, Миньковская, Мосеевская, Никольская, Трофимовская (центр — д. Погорелово), Пятовская, Спасская (центр — д. Никифоровская), Трофимовская (центр — Юрино), Усть-Печенгская, Фотиньинская (центр — д. Тасицкая), Харинская, Чучковская, Шевденицкая (центр — д. Игумновская), Шуйская, Юркинская (центр — д. Петухово).
К 1926 году волостей стало 19: Бережно-Слободская (центр — с. Брусенец), Биряковская, Вехококшангская (центр — с. Тарногский Городок), Вожбальская (центр — д. Люлино), Двиницкая (центр — с. Никулинское), Заборская (центр — с. Красное), Заозерская, Кожуховская, Куракинская, Леденгская, Миньковская, Пятовская, Тиксненская (центр — д. Погорелово), Спасская, Тагшенская (центр — с. Никольское), Трофимовская (центр — д. Юрино), Устьпеченгская, Харинская, Юркинская.

## История

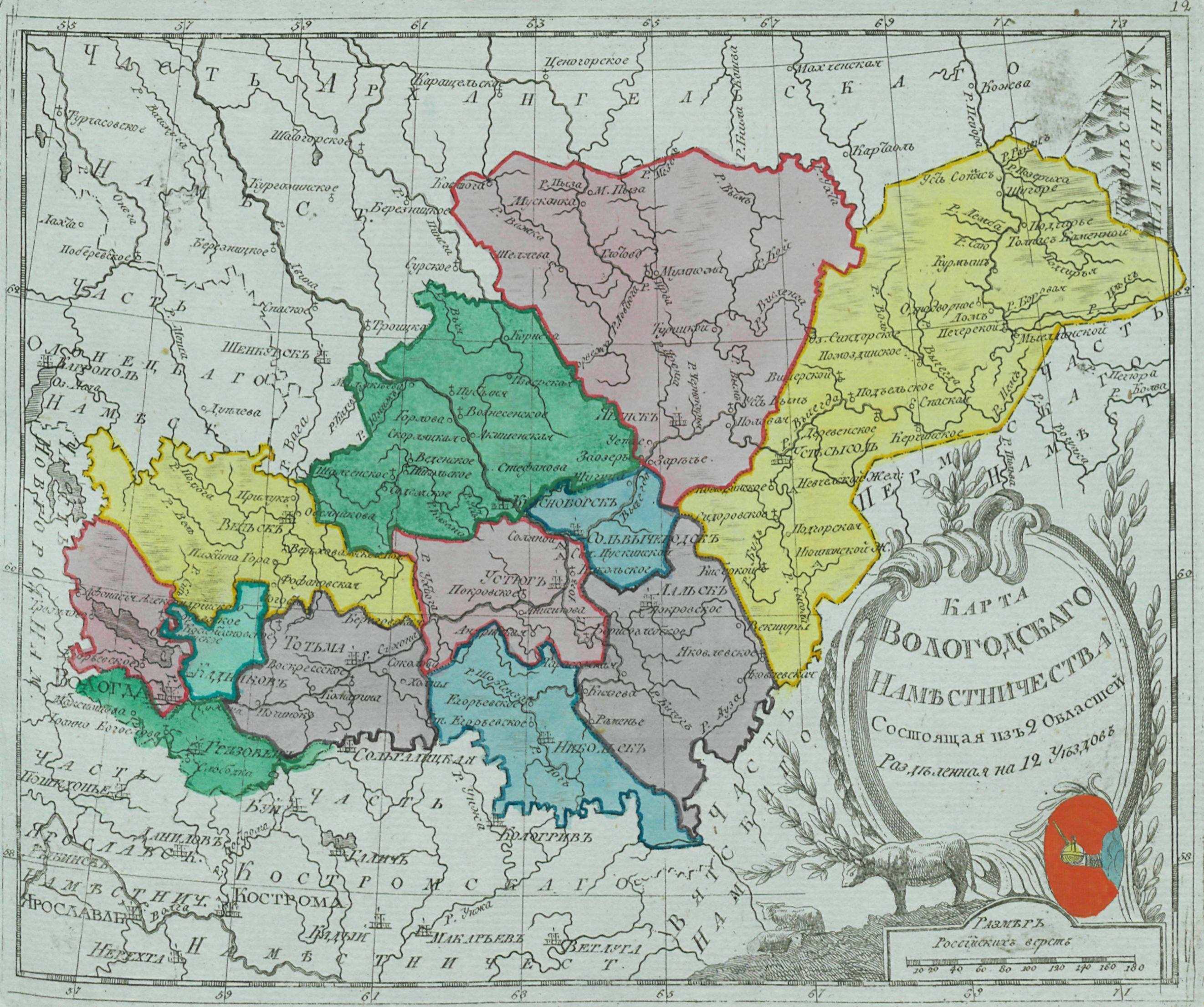
Тотемский уезд отмечен на карте серым левее и ниже центра, 1792 год

Тотемский уезд выделился в середине XVI века из состава Великоустюжского уезда. Юридически Тотемский уезд был оформлен в 1708 году в ходе административной реформы Петра I, когда он был отнесён к Архангелогородской губернии. При разделении губерний на провинции, в 1719 году, отошёл к Вологодской провинции. В 1780 году Тотемский уезд отошёл к Вологодской области Вологодского наместничества, в это время к уезды была присоединена часть устьянских волостей, прекративших существование, как самостоятельная административная единица. С 1796 года — в Вологодской губернии. В её составе уезд оставался до 1929 года.
В 1929 году Вологодская губерния была упразднена, а её территория вошла в новый Северный край. В составе Вологодского округа Северного края территория упраздняемого Тотемского уезда вошла во вновь образованные четыре района: Тотемского, Кокшенгского, Леденгского и Толшменского. Минский и Заячерецкий сельсоветы Спасской волости вошли в состав Устьянского района Няндомского округа Северного края.

## Демография
По данным переписи 1897 года в уезде проживало 146,8 тыс. чел. В том числе русские — 99,9 %. В городе Тотьме проживало 4947 чел.
В 1920 г. в уезде проживало 150740 чел., в самой Тотьме — 5679 чел.:27